# Philicus strandi
Philicus strandi là một loài bọ cánh cứng trong họ Cerambycidae.